# Shaquille Momad Nangy
Shaquille Momad Nangy znany jako Shaquille (ur. 24 listopada 1997 w Inhambane) – mozambicki piłkarz grający na pozycji defensywnego pomocnika. Od 2018 jest zawodnikiem klubu Ferroviário Maputo.

## Kariera klubowa
Swoją karierę piłkarską Shaquille rozpoczął w klubie Ferroviário Inhambane. W sezonie 2017 zadebiutował w jego barwach w trzeciej lidze mozambickiej. W 2018 roku przeszedł do Ferroviário Maputo. W sezonie 2018 wywalczył z nim wicemistrzostwo Mozambiku, a w sezonie 2022 zdobył Puchar Mozambiku.

## Kariera reprezentacyjna
W reprezentacji Mozambiku Shaquille zadebiutował 2 czerwca 2021 roku w wygranym 5:0 towarzyskim meczu z Lesotho, rozegranym w Maputo. W 2024 roku powołano go do kadry na Puchar Narodów Afryki 2023. Rozegrał w nim dwa mecze, grupowe z Republiką Zielonego Przylądka (0:3) i z Ghaną (2:2).